# Patrick Pinney
Patrick Cullen Pinney (Los Angeles, 30 giugno 1952) è un attore e doppiatore statunitense.
In attività dal 1989, ha spesso collaborato con la Disney doppiando vari personaggi e dal 2006 è una Disney Legend.

## Filmografia parziale

### Doppiatore
- La sirenetta (1989)
- Zio Paperone alla ricerca della lampada perduta (1990)
- La bella e la bestia (1991)
- Fievel conquista il West (1991)
- Aladdin (1992)
- Toy Story - Il mondo dei giocattoli (1995)
- Il gobbo di Notre Dame (1996)
- Hercules (1997)
- Mulan (film 1998) (1998)
- Lilo & Stitch (2002)
- Koda, fratello orso (2003)